# .cf

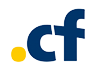
Logo domeny .cf

.cf – domena internetowa przypisana dla stron internetowych z Republiki Środkowoafrykańskiej, działa od 1996 roku i jest administrowana przez Środkowoafrykańskie Towarzystwo Komunikacji.